# Prestoea longipetiolata
Prestoea longipetiolata là loài thực vật có hoa thuộc họ Arecaceae. Loài này được (Oerst.) H.E.Moore miêu tả khoa học đầu tiên năm 1963.